# 能美丘陵
能美丘陵（のみきゅうりょう）は、金沢平野南部の石川県能美市及び小松市に跨る丘陵地帯である。標高は南部が200mで北部は100m程度。別名は辰口丘陵。

## 地質
新第三紀中新世の岩石で構成されている。
勾配に乏しく、ピーク部分が平坦地になっている準平原状地形がよく見られる。

## 特徴
丘陵北端は縄文海進時に海に面していたことから旧石器時代の遺跡が多く分布している。

### 能美丘陵の山
- 高野山、観音山

### 能美丘陵の峠
- 八太郎峠

### 能美丘陵源流の川
- 鍋谷川、梯川

## 利用
丘陵北部地域は低標高で金沢都市圏と小松都市圏の中間という好立地から住宅地や公園、ゴルフ場の開発が進んだ。丘陵東部では北陸先端科学技術大学院大学や加賀東芝エレクトロニクスが建てられた。